# مونه ۶۶۷۶
سیارک ۶۶۷۶ (به انگلیسی: 6676 Monet، نامگذاری:2083T-2) شش هزار و ششصد و هفتاد و ششمین سیارک کشف شده‌است که در ۲۹ سپتامبر ۱۹۷۳ کشف شد.
قدر مطلق سیارک برابر ۱۳٫۱۰ است.